# Phasia obesa
Phasia obesa is een vliegensoort uit de familie van de sluipvliegen (Tachinidae). De wetenschappelijke naam van de soort is voor het eerst geldig gepubliceerd in 1798 door Johann Christian Fabricius.